# Urville, Manche

Urville este o comună în departamentul Manche, Franța. În 1 ianuarie 2022 avea o populație de 196 de locuitori.